# Boele Staal
Boele Staal (Apeldoorn, 18 december 1947) is een Nederlands bestuurder en politicus voor D66. Van 19 december 2017 tot 11 juli 2018 was hij waarnemend commissaris van de Koning in de provincie Overijssel.

## Loopbaan
Staal is de zoon van een Groningse politie-inspecteur en begon zelf zijn loopbaan eveneens bij de politie na de opleiding tot politieofficier aan de Nederlandse Politie Academie. Aansluitend studeerde hij rechten, aanvankelijk aan de Rijksuniversiteit Groningen, hij studeerde af aan de Universiteit Utrecht. Hij doorliep allerlei rangen binnen de politie en werd in 1982 commissaris korpschef in Almere, in welke functie hij vond dat leden van de Centrumpartij ontslagen moesten kunnen worden. In 1987 stapte hij over naar het bedrijfsleven. Hij werd commercieel directeur van het uitzendbureau ASB en later algemeen directeur van het beveiligingsbedrijf Randon (Randstad groep). Nadien was hij directeur van Boer en Croon interimmanagement.

### Eerste Kamer en commissaris van de Koningin in Utrecht
In 1991 werd Staal voor D66 gekozen tot lid van de Eerste Kamer. Dat zou hij blijven tot 1 januari 1998, toen hij werd benoemd tot commissaris van de Koningin in Utrecht. Deze functie vervulde hij tot 7 juni 2007. Tijdens zijn ambtsperiode kwam het burgemeesterschap van Utrecht vrij. De gemeenteraad koos voor Annie Brouwer-Korf, maar Staal negeerde de keuze van Utrecht en droeg zijn partijgenoot Jacob Kohnstamm voor. De minister van Binnenlandse Zaken Bram Peper op zijn beurt benoemde alsnog Brouwer-Korf.
Toen Thom de Graaf, minister voor Bestuurlijke Vernieuwing, in maart 2005 aftrad omdat zijn wetsvoorstel om een gekozen burgemeester mogelijk te maken in de senaat werd verworpen, trachtte Staal zijn partij er tevergeefs toe te bewegen uit het kabinet-Balkenende II te stappen. Dit omdat hij meende dat de geloofwaardigheid van D66 in het geding was.
Als informateur bij de onderhandelingen voor de vorming van een college voor de gemeente Den Haag laat hij in maart 2010 weten de PVV als mogelijke coalitiepartij uit te sluiten wegens het vasthouden aan het voorgestelde hoofddoekjesverbod; op zijn beurt beticht deze partij Staal van ernstige partijdigheid.
Omdat partijgenoot Gerard Schouw op 9 juni 2010 werd gekozen tot Tweede Kamerlid, werd Staal opnieuw lid van de Eerste Kamer. Hij bleef dit tot 2011.
Bij zijn afscheid als Commissaris van de Koningin werd hij benoemd tot Officier in de orde van Oranje Nassau.
Staal is drager van de het Ereteken in Goud van Defensie voor zijn verdiensten voor het Nationaal Comité Nederlandse Veteranendag.

### Waarnemend burgemeesterschap in Arnhem
In verband met het lange ziekteverlof van Herman Kaiser, is Staal in oktober 2016 benoemd tot waarnemend burgemeester van de gemeente Arnhem. Staal kwam landelijk in het nieuws, na de gijzeling van twee gemeentelijke handhavers in de Arnhemse wijk Klarendal, toen hij, als eerstverantwoordelijke voor de openbare orde in de gemeente Arnhem, verschillende persconferenties gaf over het verloop van de gebeurtenissen. Een ander groot optreden van Staal was tijdens de huldiging van Vitesse, na het winnen van de beker, op de Grote Markt. Op 13 februari 2017 heeft Staal namens Kaiser aan de gemeenteraad meegedeeld dat deze niet meer terugkeert in zijn functie als burgemeester. Op 1 september 2017 werd Staal opgevolgd door benoemd burgemeester Ahmed Marcouch. Vanwege zijn inzet voor de stad Arnhem werd Staal door het gemeentebestuur onderscheiden met een Arnhems Meisje.

### Waarnemend commissaris van de Koning in Overijssel
Staal is met ingang van 19 december 2017 door de ministerraad benoemd tot waarnemend commissaris van de Koning in de provincie Overijssel. De vorige commissaris Ank Bijleveld trad in oktober 2017 aan als minister van Defensie in het Kabinet-Rutte III. Staal werd opgevolgd door Andries Heidema, die per 11 juli 2018 werd benoemd tot commissaris van de Koning in Overijssel.

### Nevenfuncties
- In 2006 was Staal voorzitter van de commissie Ongewenst gedrag binnen de krijgsmacht, daarvoor ook voorzitter commissie cultuur Koninklijke Marechaussee
- Staal werd begin 2007 benoemd tot voorzitter van de Nederlandse Vereniging van Banken (NVB), de brancheorganisatie voor de in Nederland actieve banken. Het ging om een parttimefunctie van drie dagen per week. Per 1 juni 2013 werd hij opgevolgd door Chris Buijink.
- Als voorzitter van de banken was hij in die periode lid van de Bankraad, als ook lid van de adviesraad Microfinanciering (vanaf 2009)
- Staal was vanaf mei 2007 plaatsvervangend ondernemerslid van de SER, waarin hij als lid van het dagelijks bestuur VNO-NCW vertegenwoordigt
- Staal was kroonlid van de Publiek Omroep 1994-2006
- Staal was sinds 1999 voorzitter van de Raad van commissarissen van de ONVZ zorgverzekeraar 1998-2015
- Staal was bestuurslid en voorzitter van het Nationaal Restauratiefonds 2005-2011
- Staal was voorzitter van het Nationaal Contact Monumenten 1998-2007
- Staal was voorzitter van de ANWB (raad van commissarissen en vereniging), 2000-2009
- Staal was van 2008 tot 2019 voorzitter van het Comité Nederlandse Veteranendag (vanaf 2014 Nationaal Comité Veteranendag)
- Staal was van 2006 tot 2013 lid van het Natinaal Comité 4 en 5 mei
- 14 jaar voorzitter van de raad van commissarissen van Twijnstra Gudde, van 2001 tot 2015.
- Staal was voorzitter van de raad van commissarissen van waterbedrijf Vitens 2013-2021
- Staal was sinds 2008 interim-voorzitter raad van commissarissen en later bestuurslid van Stichting Continuïteit verbonden aan FC Utrecht.
- Staal werd in 2013 voorzitter van de tijdelijke RvC van SC Heerenveen.
- Staal was van 2011 tot 2012 voorzitter van de raad van toezicht van Antonius Ziekenhuis Nieuwegein.

## Persoonlijk

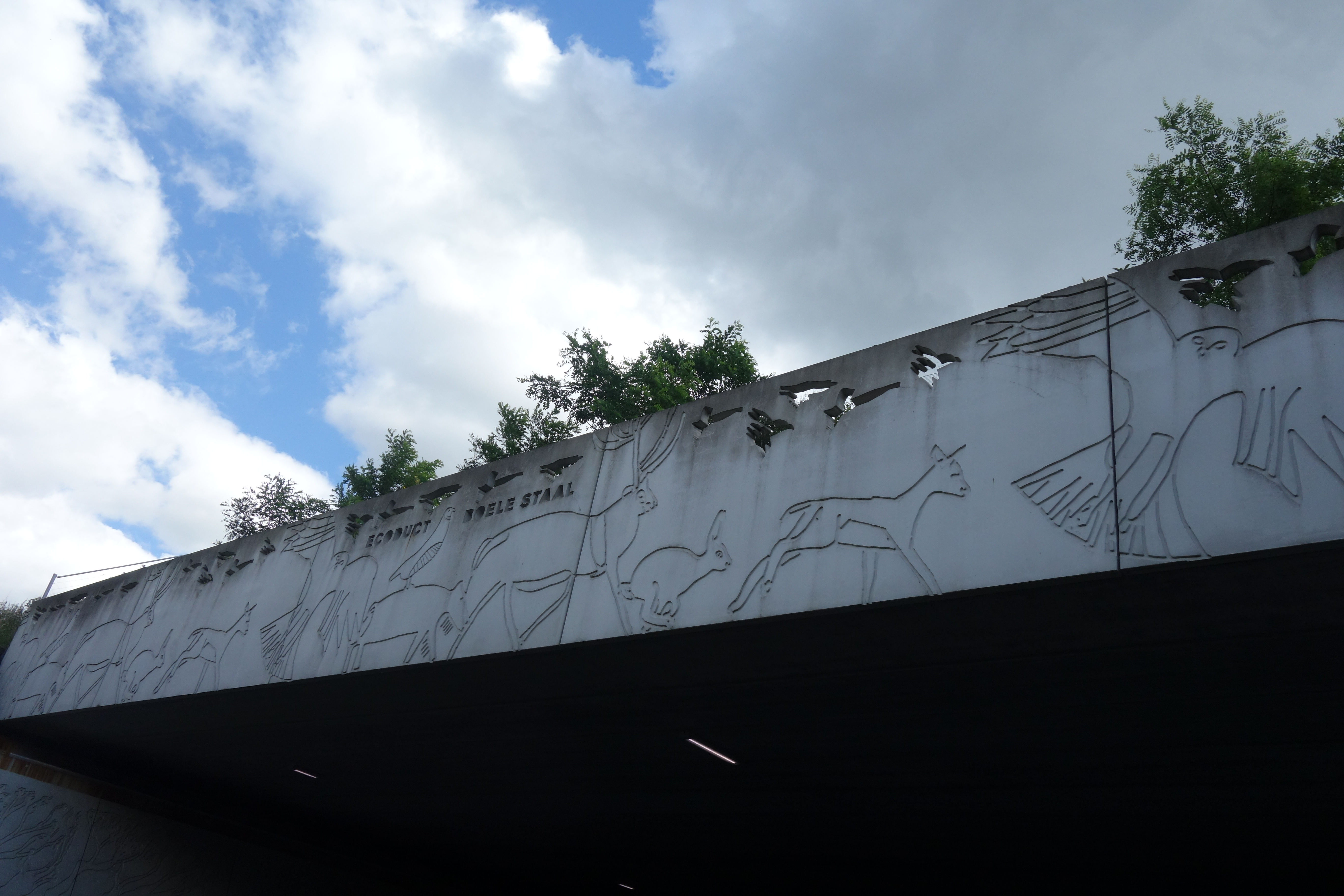
Ecoduct Boele Staal over de N237

Staal is gehuwd en heeft twee dochters.

### Vernoeming
Op 31 augustus 2016 deed Staal de opening van een naar hem vernoemd Ecoduct Boele Staal over de N237 bij Soesterberg.
- International Standard Name Identifier: 0000 0000 2448 2877
- Library of Congress Control Number: n78089628
- Nederlandse Thesaurus van Auteursnamen: 068879075
- Parlement.com: vg09llpa6izs
- Virtual International Authority File: 23406450
- WorldCat: E39PBJvcYrdtyjCXtcHFPFGJXd